# Gujan e Mestràs
Gujan e Mestràs (en francès Gujan-Mestras) és un municipi francès situat al departament de la Gironda i a la regió de la Nova Aquitània. els gujanèirs són dits "barbòts".

## Demografia
| 1962                                       | 1968  | 1975  | 1982  | 1990   | 1999   | 2007   |
| ------------------------------------------ | ----- | ----- | ----- | ------ | ------ | ------ |
| 5.694                                      | 6.687 | 7.613 | 8.600 | 11.433 | 14.958 | 17.195 |
| Des de 1962: població sense dobles comptes |       |       |       |        |        |        |

## Administració
| Període   | Identitat                | Partit        |
| --------- | ------------------------ | ------------- |
| 1965-2006 | Michel Bézier            | Divers droite |
| 2006-     | Marie-Hélène des Esgaulx | UMP           |